# 埃内尔霍达尔战役
埃內爾霍達爾之戰是俄乌战争中南部戰役期間的一場戰鬥，位於烏克蘭南部的重鎮埃內爾霍達爾。它的重要性來自位於該市的札波羅熱核電廠，而該廠佔烏克蘭全國發電量的五分之一以上。

## 战役
2月26日，俄罗斯第22集团军从克里米亚向北推进，逐漸逼近札波羅結核電廠。
2月28日，俄罗斯国防部宣布已攻下埃內爾霍達爾與該市的兩家發電廠（核電廠與熱電廠）。然而，该市的市長聲稱烏方仍然控制該市。
3月1日，烏克蘭官員表示，俄羅斯軍隊已經包圍了該市，更稱有一支俄軍車隊在大概下午2時駛入埃內爾霍達爾。根據市長奧爾洛夫的說法，市內糧食供應不足使居民難以取得食物。當天晚上，有當地居民上街抗議，阻止俄羅斯軍隊進入該市。
3月4日，俄方攻下該市。3天後，烏方也證實該市已失守。